# Loweia italaveris
Loweia italaveris är en fjärilsart som beskrevs av Ruggero Verity 1924. Loweia italaveris ingår i släktet Loweia och familjen juvelvingar. Inga underarter finns listade i Catalogue of Life.